# Masturbação

Representação de homem se masturbando

Representação de mulher se masturbando

Masturbação, autoerotismo ou, mais raramente, autohedonia, é o ato da estimulação dos próprios órgãos genitais, manualmente ou por meio de objectos, com o objectivo de obter prazer sexual, seguido ou não de orgasmo. O estimulo pode envolver mãos, dedos, objectos do quotidiano, brinquedos sexuais como vibradores, ou combinações destes. A masturbação mútua é masturbação com um parceiro sexual, e pode incluir a estimulação manual dos genitais do parceiro (dedilhação ou masturbação à mão), ou ser usada como forma de sexo não-penetrativo.
O termo masturbação, assim como autoerotismo, foi usado pela primeira vez pelo médico britânico e fundador da psicologia sexual, Havelock Ellis (1859–1939), em 1898.
A masturbação é observada em muitas espécies de mamíferos, especialmente nos grandes primatas. Na espécie humana, a masturbação é comum em ambos os sexos e em uma larga faixa etária, iniciando-se no início da puberdade, ou, segundo alguns, ainda durante a infância - mas sem a carga erótica nesta fase. O acto da masturbação é socialmente condenável em algumas culturas, embora não seja uma doença, nem as cause.
Vários benefícios médicos e psicológicos foram atribuídos a uma atitude saudável em relação à actividade sexual em geral e à masturbação em particular. Não é conhecida qualquer relação causal entre a masturbação e qualquer forma de desordem mental ou física. No mundo ocidental, a masturbação em privado ou com um parceiro é geralmente considerada como uma parte normal e saudável do prazer sexual.

## História

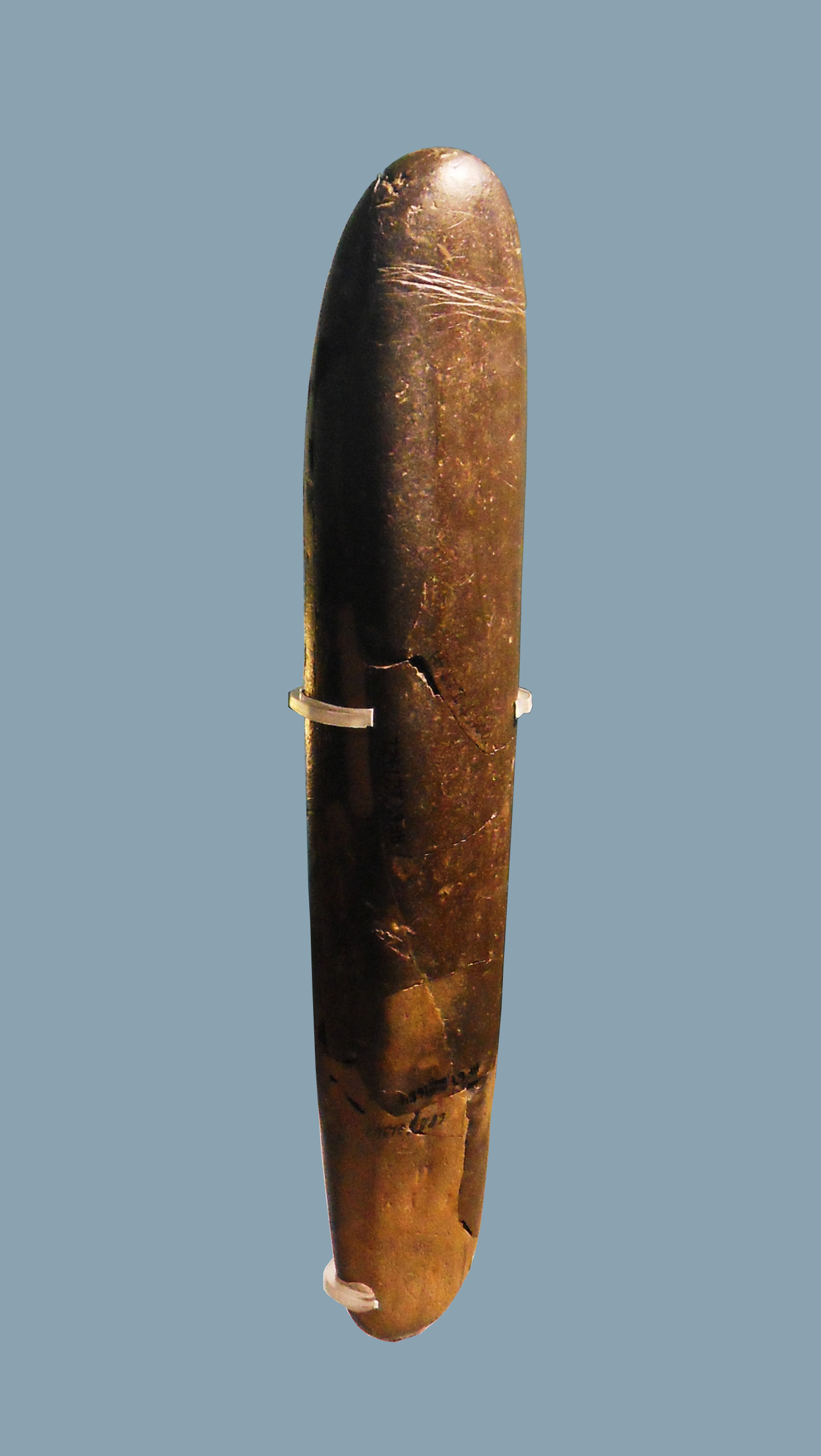
O falo de Schelklingen, em siltito, com uma idade calculada de 28 mil anos, tem cerca de 20 cm de comprimento e foi provavelmente usado como dildo

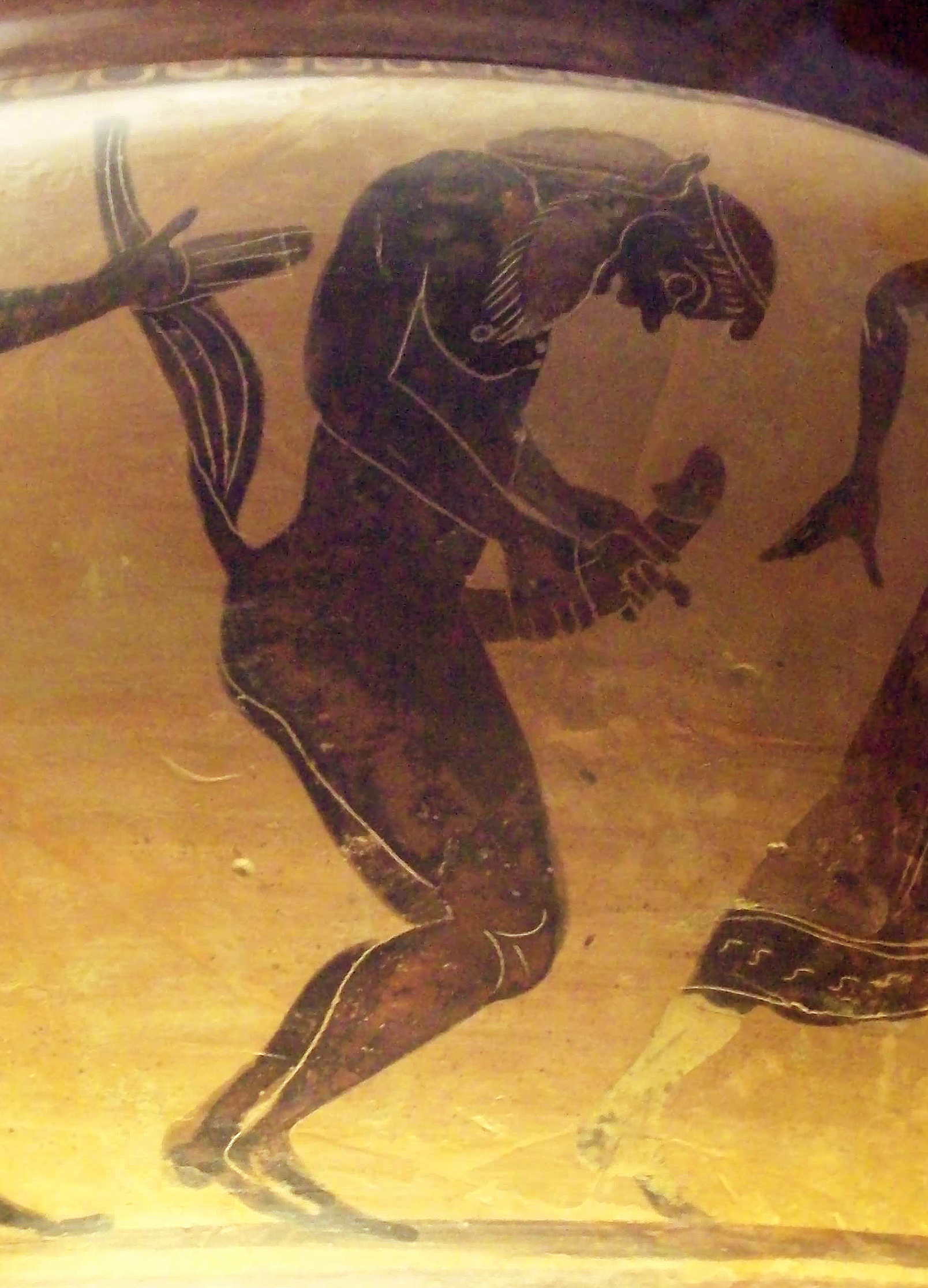
Gravura em uma cratera grega retratando a masturbação de um sátiro, do século VI a.C.

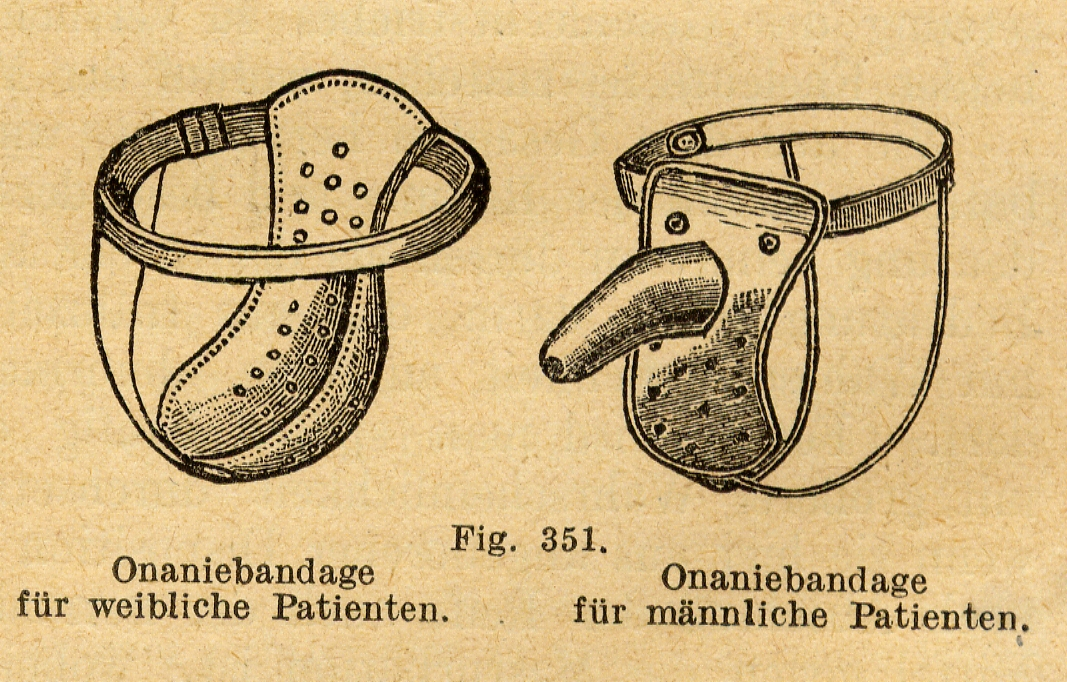
Cintos de prevenção contra o onanismo; imagem publicada em 1921

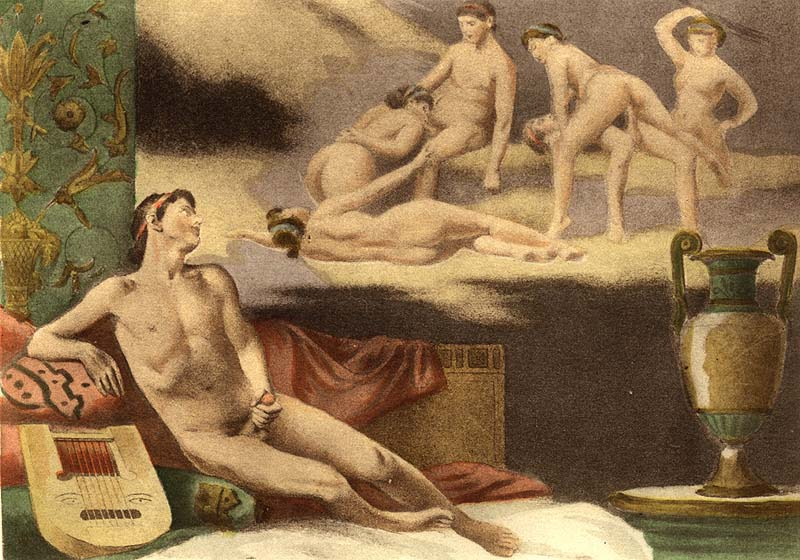
De Figuris Veneris, de Édouard-Henri Avril

Segundo Marcos Nogueira, antes do cristianismo, era vista como uma ação natural; a partir desse, foi proibida, com toda a sexualidade sendo reprimida. A partir do século XX, voltou a ser considerada natural.[parcial?] O furor anti-masturbação, dizem C.Ryan e  C.Jethá, tem raízes profundas na história judaica-cristâ, encontrando depois  apoio médico por exemplo nos escritos (1758) de  Auguste Tissot. Mas também os pensadores progressistas do Iluminismo fomentaram o tabu sobre a masturbação, e Laqueur pensa até que   antes  do Século das Luzes, a masturbação, ao contrário de outros tipos de sexualidade, não tinha quase nenhum papel a desempenhar numa ética mais geral do organismo que os médicos afirmaram ser o seu domínio. Num mundo em que existiam, pelo menos para as classes altas, possibilidades quase inimagináveis de comportamento excessivo, a masturbação estava no fim da escala de preocupações.

### Civilizações antigas
De acordo com os registos, os antigos sumérios tinham atitudes muito relaxadas em relação ao sexo. Os sumérios acreditavam  que a masturbação aumentava a potência sexual, tanto para os homens como para as mulheres, e frequentemente praticavam-na, tanto sozinhos como com os seus parceiros. A masturbação era também um acto de criador. Na mitologia suméria, acreditava-se que o deus Enki tinha criado os rios Tigre e Eufrates masturbando-se e ejaculando para os seus leitos secos. Os antigos egípcios também consideravam a masturbação por uma divindade como um acto de criação; acreditava-se que o deus Atum, depois de se ter criado a si mesmo, tinha criado o universo masturbando-se. Agarrando o seu pénis, gerou duas crianças, Shu e Tefnut.
No Antigo Egito a masturbação era uma prática coletiva feita em santuários de adoração as divindades como Atum e as mulheres quando morriam eram mumificadas com os objetos fálicos utilizados por elas, uma espécie de dildo de argila.[carece de fontes?] Objectos semelhantes a dildos aparecem em pinturas do Antigo Egipto de cerca de três mil anos  A.C. As mulheres foram retratadas usando falos enormes  em torno da cintura em cerimónias de homenagem a Osíris.
Os Maias também possuíam rituais de masturbação e desenhavam esses rituais em pedras que são encontradas hoje em ruínas.[carece de fontes?]
Na Grécia Antiga, de moralidade sexual muito livre, comparada à Ocidental actual, a masturbação era um acto sexual visto com certa naturalidade, ainda que a prática fosse alvo de chacota entre as classes mais abastadas. Para os gregos, um homem de classe superior não precisaria se masturbar, devido às alternativas sexuais que tinha: escravas, prostitutas e mulheres de classes inferiores. No Império Romano, a visão era semelhante.

### Pós-cristianismo
A Igreja Católica, através do teólogo São Tomas de Aquino, classificou-a como um pecado contra a natureza, mais grave ainda que o incesto com a própria mãe. Ele se baseava na interpretação da narrativa (critica-se, errónea) do Antigo Testamento sobre Onã, que diz respeito sim a coito interrompido. A descoberta do espermatozoide, em 1677, motivou a Medicina a se associar à Igreja Católica (e também à Protestante).
Acredita-se que os mitos foram sendo inventados graças a história de Onã, que expressava o pensamento dos judeus há 4.000 anos atrás. Mas esse pensamento seguiu até o século XVIII. Após esse século, o mundo não passou a ver a visão da igreja, mas sim uma visão mais racional e científica. A partir daí, não bastava apenas a religião condenar o ato. Então a partir daí surgem os mitos.
Criaram-se mitos anticientíficos fortemente negativos acerca da prática da masturbação, visando a desencorajar o acto nos jovens ainda em desenvolvimento psicossexual, o que levou a muitos casos de complexos de culpa, medos e recalcamentos. Vários mitos populares que visam desencorajar a prática da masturbação remontam aos séculos XVIII e XIX, quando a sociedade europeia promoveu a censura da sexualidade.

### Feminina

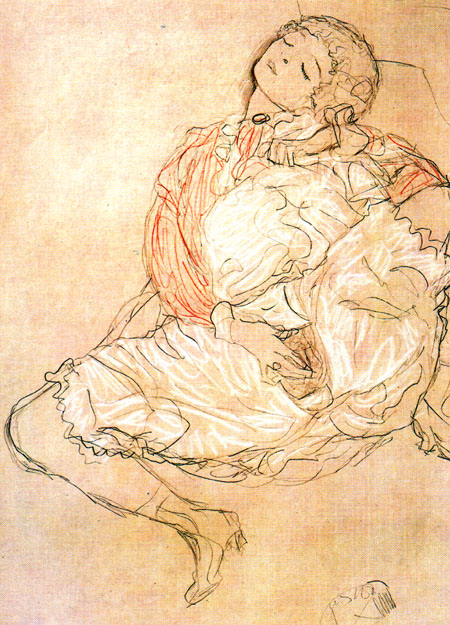
"Mulher sentada com as coxas separadas" (1916) de Gustav Klimt

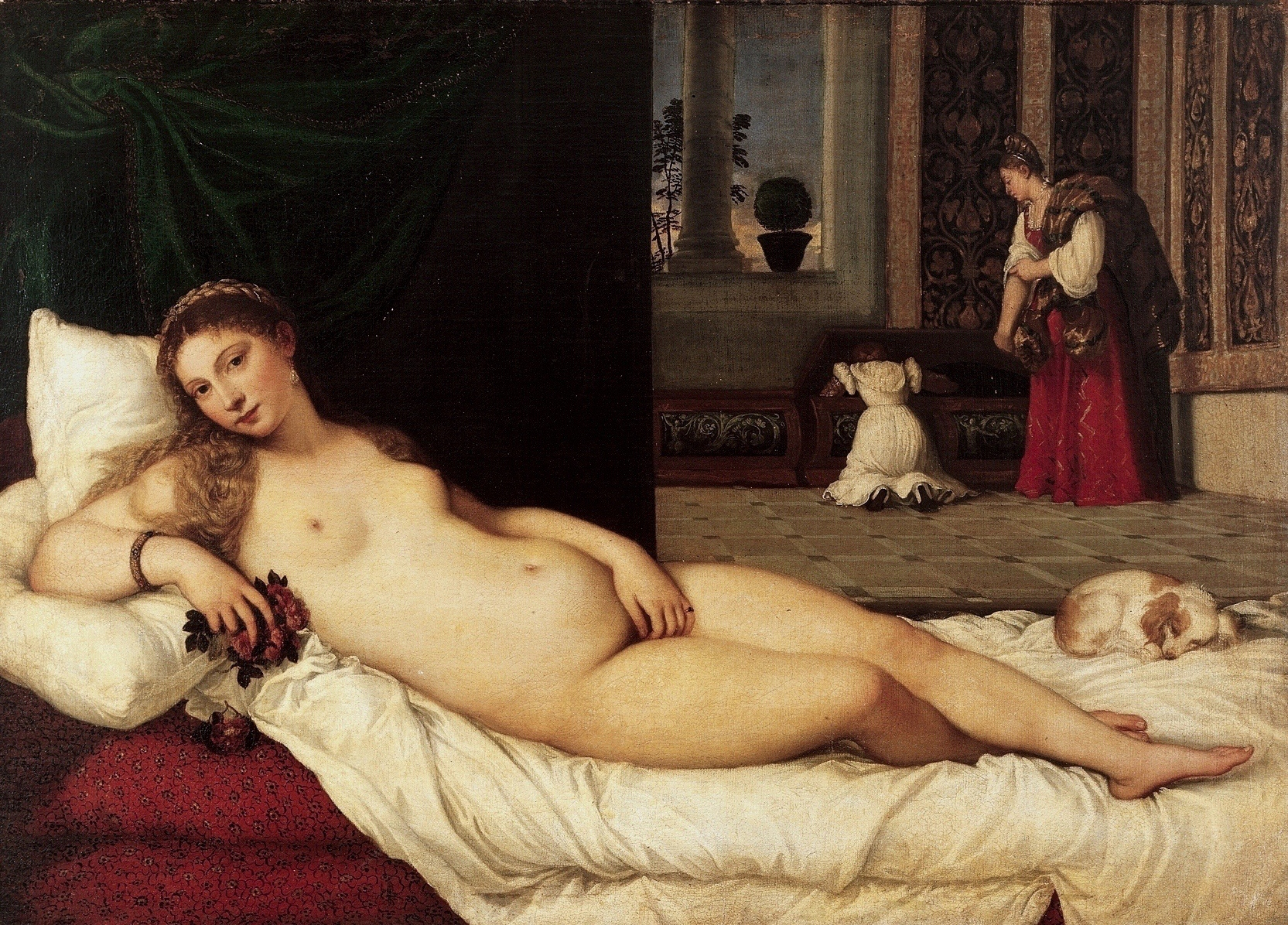
Vénus de Urbino, quadro de Ticiano, de 1538. Segundo várias análises, a tela retrata uma cena de masturbação

## Origem do termo "onanismo" e sua crítica

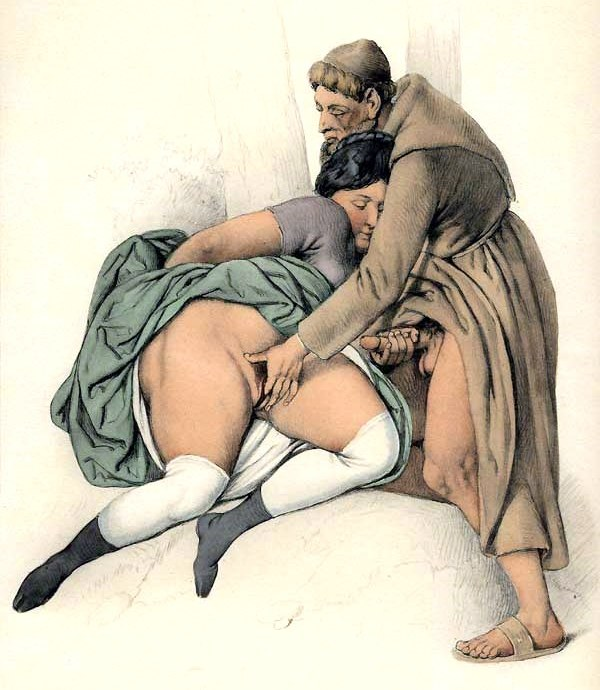
Johann Nepomuk Geiger, em Aguarela, 1840

Segundo o relato bíblico, Er, o primogénito de Judá, teria sido executado por Deus por um motivo grave não mencionado. Como ele não tinha descendência, Judá, seu pai, mandou que Onã, o segundo filho, casasse com a cunhada Tamar, viúva de Er (casamento Levirato).
Ao não ter relações sexuais com Tamar, o texto bíblico diz que ele "desperdiçou o seu esperma na terra", em vez de inseminá-la. Desse modo, acredita-se que não se tratou de um acto de masturbação por parte de Onã, considerando que o relato diz que ele "teve relações com a esposa de seu irmão", apenas evitando que houvesse a concepção dela. O que pode ter acontecido de fato seria então um caso de coito interrompido. Onã, que não tinha filhos, teria sido executado por Deus por causa de sua cobiça e desobediência deliberada.

## Mitos
Há diversos mitos que envolvem a masturbação. Um deles é que a masturbação provoca espinhas. Mas essa afirmação não tem relatos científicos que a comprovem. Acne é uma doença inflamatória na pele, que pode formar pus. Mas isso não tem nada a ver com masturbação. Outro mito que se tem visto é que a masturbação pode provocar pelos nas mãos. Mas isso é mentira. O nascimento ou não de pelos nas mãos é determinado geneticamente e não ligação com a masturbação.

## Posicionamento religioso

### Catolicismo
No catolicismo, a masturbação é condenada, pois segundo a Igreja Católica, uma pessoa ao masturbar-se estaria buscando o prazer sexual fora do casamento, considerado um pecado.

### Cristianismo evangélico
A masturbação é vista como proibida por alguns pastores evangélicos por causa dos pensamentos sexuais que podem acompanhá-la. No entanto, pastores evangélicos apontaram que a prática foi erroneamente associada a Onan por estudiosos, que não é pecado se não praticada de maneira fantasiosa ou compulsiva, e que foi útil para um casal, se seu parceiro fosse não tinha a mesma frequência de necessidades sexuais.
Nos Estados Unidos e Nigéria, outros pastores evangélicos acreditam que a masturbação pode ser benéfica para o corpo e que seria "um presente de Deus" para evitar fornicação, especialmente para os solteiros.

### Testemunhas de Jeová
Para as Testemunhas de Jeová, a masturbação é um hábito espiritualmente nocivo que estimula pensamentos que levam ao egoísmo e corrompem a mente.